# The Dragon Knight
The Dragon Knight (Cavalerul Dragon) este al doilea roman fantastic din Seria Dragon Knight de Gordon R. Dickson. Romanul începe la 5 luni după bătălia de la Loathly Tower descrisă în The Dragon and the George. The Dragon Knight a fost publicat pentru prima oară de Tor Books în 1990.

## Povestea
Jim și Angie încearcă să se adapteze la noua lor viață într-o lume paralelă din secolul al XIV-lea în Anglia medievală, atât de bine cât se poate adapta orice persoană din secolul al XX-lea într-o lume medievală. Jim, acum Sir James, Baron de Malencontri et Riveroak încercă să se comporte ca un bun Lord englez, cu toate acestea, soarta conspiră împotriva lui și-l va arunca într-o aventură care are ca drept țel recuperarea Prințului Angliei, moștenitorul coroanei engleze care a fost sechestrat de vrăjitorul francez Malvine. Micul Jim nu știe că va merge împotriva intereselor unei puteri întunecate care lucrează deja pentru a contracara misiunea lui Jim.